# The Son of the Dog
The Son of the Dog è un cortometraggio muto del 1915 diretto da Frank E. Montgomery.

## Produzione
Il film venne prodotto dalla Reliance Film Company.

## Distribuzione
Distribuito dalla Mutual Film, il film - un cortometraggio di una bobina - uscì nelle sale cinematografiche statunitensi il 12 maggio 1915.